# Mount Murchison (Canterbury)
Der Mount Murchison ist ein 2408 m hoher Berg in den Neuseeländischen Alpen auf der Südinsel Neuseelands. Er ist benannt nach dem schottischen Geologen Roderick Murchison.

## Geografie
Der Berg ist Teil der Shaler Range und im Umkreis von etwa 50 km der höchste Gipfel, bis zum südwestlich gelegenen 2650 m hohen Mount Whitcombe. Nordöstlich kreuzt der New Zealand State Highway 73 über den Arthur’s Pass die Bergkette. In den Bergflanken liegen Schneefelder und Gletscher. Der White Glacier führt sein Wasser nach Norden über den White River dem Waimakariri River zu, der Kahutea Glacier hingegen entwässert nach Süden zum Wilberforce River.

## Geologie
Das Gestein besteht hauptsächlich aus Varianten des Sedimentgesteins von Sandstein und Mudstone sowie von Silicaten wie Quarz und Feldspat, etwa 145 bis 253 Millionen Jahre alt.